# Poarta, Mureș

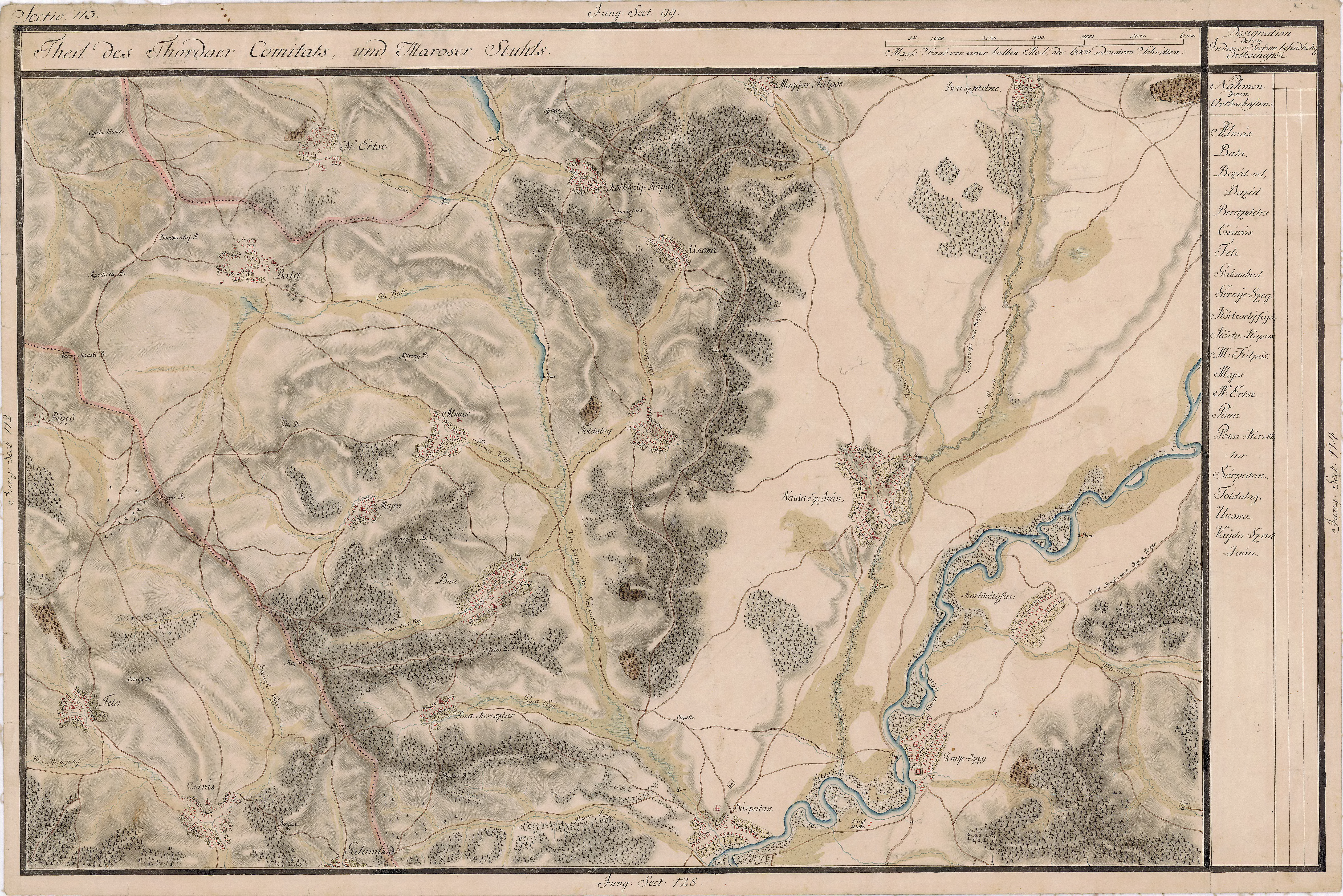
Poarta în Harta Iosefină a Transilvaniei, 1769-1773

Poarta este un sat în comuna Fărăgău din județul Mureș, Transilvania, România.
Este menționat în nuvela lui Emil Gulian, Balul din han: 
Cel puțin douăzeci de persoane se adunaseră pe islazul din centrul Poartei, din cele câteva pensiuni și de la cofetărie.

## Vezi și
- Biserica de lemn din Poarta

## Imagini

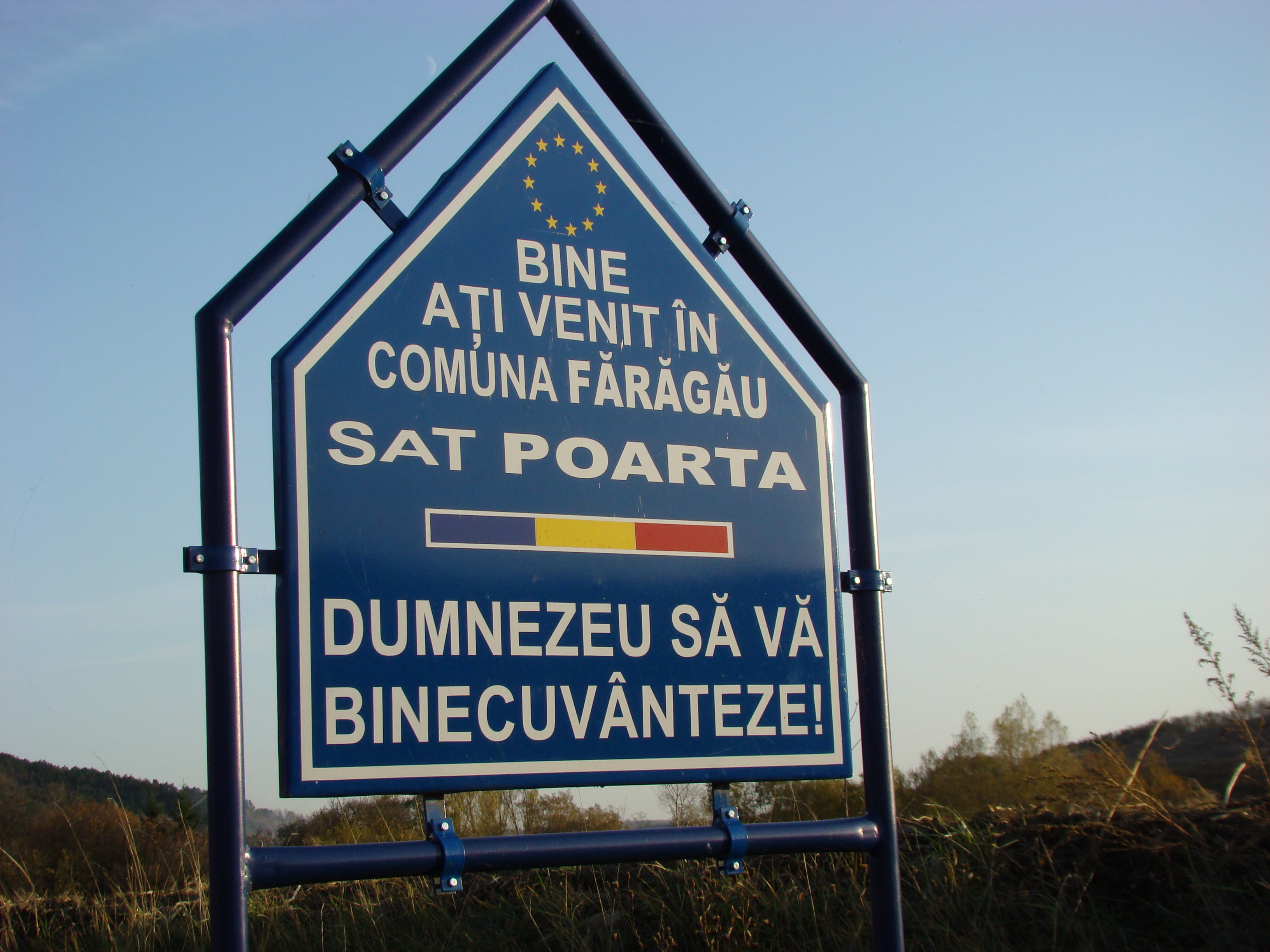
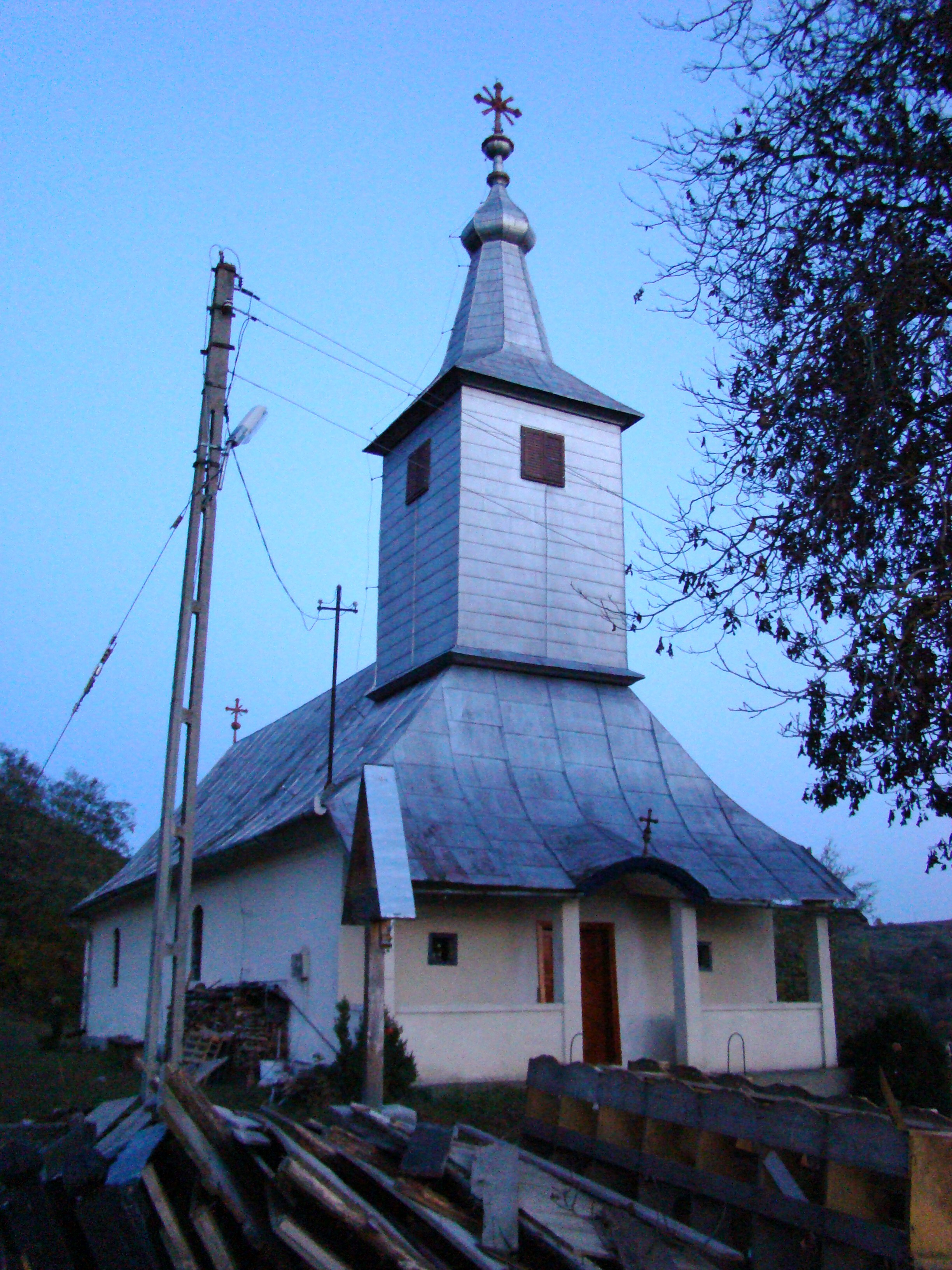
Biserica de lemn „Sf.Arhangheli”, construită în 1882
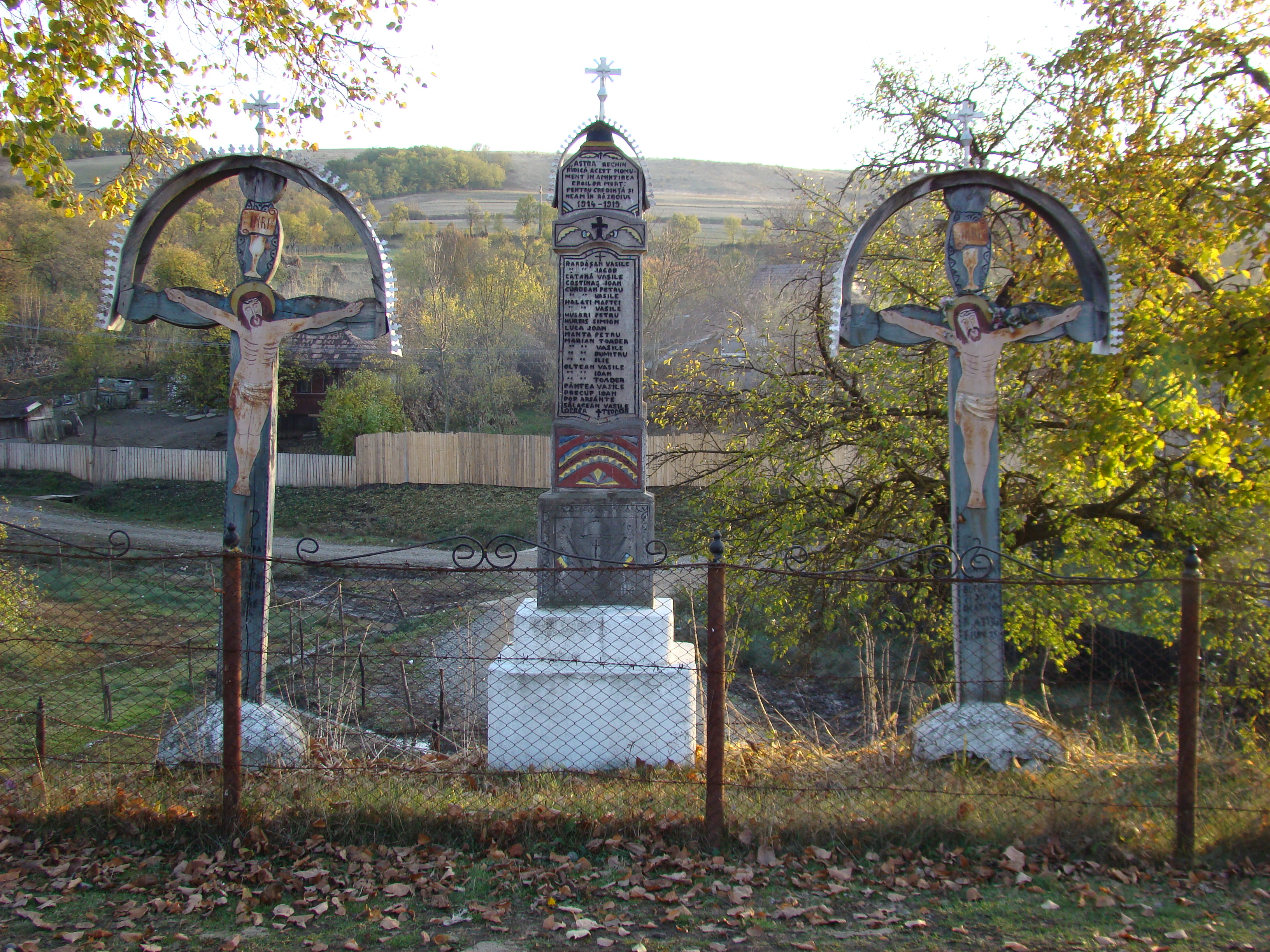
Monumentul eroilor